# Liste der Flüsse in Bolivien
Die Liste der Flüsse in Bolivien zeigt die wichtigsten Flüsse des südamerikanischen Anden-Staates Boliviens und ihre Flusssysteme.

## Flusssysteme in Bolivien

### Flusssystem Amazonas
| Name                                                         |                                                              |                                                                                     |                                                                                     |                                                                                     |                                                                                     |                                                                                     | Mündung in                  | Departamento                         | Land               | Länge (km) |
| ------------------------------------------------------------ | ------------------------------------------------------------ | ----------------------------------------------------------------------------------- | ----------------------------------------------------------------------------------- | ----------------------------------------------------------------------------------- | ----------------------------------------------------------------------------------- | ----------------------------------------------------------------------------------- | --------------------------- | ------------------------------------ | ------------------ | ---------- |
| Amazonasbecken                                               | Amazonasbecken                                               | Amazonasbecken                                                                      | Amazonasbecken                                                                      | Amazonasbecken                                                                      | Amazonasbecken                                                                      | Amazonasbecken                                                                      | –                           | –                                    | –                  |            |
| Rio Madeira ab dem Zusammenfluss von Río Beni und Río Mamoré | Rio Madeira ab dem Zusammenfluss von Río Beni und Río Mamoré | Rio Madeira ab dem Zusammenfluss von Río Beni und Río Mamoré                        | Rio Madeira ab dem Zusammenfluss von Río Beni und Río Mamoré                        | Rio Madeira ab dem Zusammenfluss von Río Beni und Río Mamoré                        | Rio Madeira ab dem Zusammenfluss von Río Beni und Río Mamoré                        | Rio Madeira ab dem Zusammenfluss von Río Beni und Río Mamoré                        | Amazonas                    | Pando                                | Bolivien Brasilien | 1.450      |
| –                                                            | Río Beni ab dem Zusammenfluss von Alto Beni und Río Kaka     | Río Beni ab dem Zusammenfluss von Alto Beni und Río Kaka                            | Río Beni ab dem Zusammenfluss von Alto Beni und Río Kaka                            | Río Beni ab dem Zusammenfluss von Alto Beni und Río Kaka                            | Río Beni ab dem Zusammenfluss von Alto Beni und Río Kaka                            | Río Beni ab dem Zusammenfluss von Alto Beni und Río Kaka                            | Río Madeira                 | Beni – La Paz                        | Bolivien           | 1.130      |
| –                                                            | –                                                            | Río Orthon ab dem Zusammenfluss von Río Tahuamanu und Río Manuripi                  | Río Orthon ab dem Zusammenfluss von Río Tahuamanu und Río Manuripi                  | Río Orthon ab dem Zusammenfluss von Río Tahuamanu und Río Manuripi                  | Río Orthon ab dem Zusammenfluss von Río Tahuamanu und Río Manuripi                  | Río Orthon ab dem Zusammenfluss von Río Tahuamanu und Río Manuripi                  | Río Beni (links)            | Pando                                | Bolivien           | 410        |
| –                                                            | –                                                            | –                                                                                   | Río Tahuamanu                                                                       | Río Tahuamanu                                                                       | Río Tahuamanu                                                                       | Río Tahuamanu                                                                       | Río Orthon (links)          | Pando                                | Bolivien           | 900        |
| –                                                            | –                                                            | –                                                                                   | Río Manuripi                                                                        | Río Manuripi                                                                        | Río Manuripi                                                                        | Río Manuripi                                                                        | Río Orthon (links)          | Pando                                | Bolivien           | 733        |
| –                                                            | –                                                            | –                                                                                   | –                                                                                   | Río Buyuyo                                                                          | Río Buyuyo                                                                          | Río Buyuyo                                                                          | Río Manuripi (links)        | Pando                                | Bolivien           | -          |
| –                                                            | –                                                            | Río Madre de Dios                                                                   | Río Madre de Dios                                                                   | Río Madre de Dios                                                                   | Río Madre de Dios                                                                   | Río Madre de Dios                                                                   | Río Beni (links)            | Pando – La Paz                       | Peru Bolivien      | 1.150      |
| –                                                            | –                                                            | –                                                                                   | Río Manupare                                                                        | Río Manupare                                                                        | Río Manupare                                                                        | Río Manupare                                                                        | Río Madre de Dios (rechts)  | Pando – La Paz                       | Bolivien           | 460        |
| –                                                            | –                                                            | –                                                                                   | Río Manurin                                                                         | Río Manurin                                                                         | Río Manurin                                                                         | Río Manurin                                                                         | Río Madre de Dios (rechts)  | Pando – La Paz                       | Bolivien           | -          |
| –                                                            | –                                                            | –                                                                                   | Río Turumonas                                                                       | Río Turumonas                                                                       | Río Turumonas                                                                       | Río Turumonas                                                                       | Río Madre de Dios (rechts)  | La Paz                               | Bolivien           | -          |
| –                                                            | –                                                            | –                                                                                   | Río Heath                                                                           | Río Heath                                                                           | Río Heath                                                                           | Río Heath                                                                           | Río Madre de Dios (rechts)  | La Paz                               | Bolivien           | 217        |
| –                                                            | –                                                            | Río Geneshuaya                                                                      | Río Geneshuaya                                                                      | Río Geneshuaya                                                                      | Río Geneshuaya                                                                      | Río Geneshuaya                                                                      | Río Beni (rechts)           | Beni                                 | Bolivien           | 365        |
| –                                                            | –                                                            | Río Biata                                                                           | Río Biata                                                                           | Río Biata                                                                           | Río Biata                                                                           | Río Biata                                                                           | Río Beni (rechts)           | Beni                                 | Bolivien           | -          |
| –                                                            | –                                                            | Río Madidi                                                                          | Río Madidi                                                                          | Río Madidi                                                                          | Río Madidi                                                                          | Río Madidi                                                                          | Río Beni (links)            | La Paz                               | Bolivien           | 636        |
| –                                                            | –                                                            | –                                                                                   | Río Linduma                                                                         | Río Linduma                                                                         | Río Linduma                                                                         | Río Linduma                                                                         | Río Madidi                  | La Paz                               | Bolivien           | -          |
| –                                                            | –                                                            | –                                                                                   | Río Enatahua                                                                        | Río Enatahua                                                                        | Río Enatahua                                                                        | Río Enatahua                                                                        | Río Madidi                  | La Paz                               | Bolivien           | -          |
| –                                                            | –                                                            | Río Tuichi                                                                          | Río Tuichi                                                                          | Río Tuichi                                                                          | Río Tuichi                                                                          | Río Tuichi                                                                          | Río Beni (links)            | La Paz                               | Bolivien           | 265        |
| –                                                            | –                                                            | Río Tipuani                                                                         | Río Tipuani                                                                         | Río Tipuani                                                                         | Río Tipuani                                                                         | Río Tipuani                                                                         | Río Beni (links)            | La Paz                               | Bolivien           | -          |
| –                                                            | –                                                            | Río Alto Beni ab dem Zusammenfluss von Río Cotacajes und Río Santa Elena            | Río Alto Beni ab dem Zusammenfluss von Río Cotacajes und Río Santa Elena            | Río Alto Beni ab dem Zusammenfluss von Río Cotacajes und Río Santa Elena            | Río Alto Beni ab dem Zusammenfluss von Río Cotacajes und Río Santa Elena            | Río Alto Beni ab dem Zusammenfluss von Río Cotacajes und Río Santa Elena            | Río Beni                    | La Paz                               | Bolivien           | 178        |
| –                                                            | –                                                            | –                                                                                   | Río Cotacajes                                                                       | Río Cotacajes                                                                       | Río Cotacajes                                                                       | Río Cotacajes                                                                       | Río Alto Beni               | La Paz – Cochabamba                  | Bolivien           | 125 (232)  |
| –                                                            | –                                                            | –                                                                                   | –                                                                                   | Río Negro (Cochabamba)                                                              | Río Negro (Cochabamba)                                                              | Río Negro (Cochabamba)                                                              | Río Cotacajes               | Cochabamba                           | Bolivien           | 79         |
| –                                                            | –                                                            | –                                                                                   | Río Santa Elena                                                                     | Río Santa Elena                                                                     | Río Santa Elena                                                                     | Río Santa Elena                                                                     | Río Alto Beni               | Cochabamba                           | Bolivien           | 177        |
| –                                                            | –                                                            | –                                                                                   | –                                                                                   | Río Altamachi                                                                       | Río Altamachi                                                                       | Río Altamachi                                                                       | Río Santa Elena             | Cochabamba                           | Bolivien           | 149        |
| –                                                            | –                                                            | –                                                                                   | –                                                                                   | –                                                                                   | Río Misicuni                                                                        | Río Misicuni                                                                        | Río Altamachi               | Cochabamba                           | Bolivien           | 48         |
| –                                                            | –                                                            | –                                                                                   | –                                                                                   | –                                                                                   | Río Totorani                                                                        | Río Totorani                                                                        | Río Altamachi               | Cochabamba                           | Bolivien           | 30         |
| –                                                            | –                                                            | Río Kaka ab dem Zusammenfluss von Río Mapiri und Río Aten                           | Río Kaka ab dem Zusammenfluss von Río Mapiri und Río Aten                           | Río Kaka ab dem Zusammenfluss von Río Mapiri und Río Aten                           | Río Kaka ab dem Zusammenfluss von Río Mapiri und Río Aten                           | Río Kaka ab dem Zusammenfluss von Río Mapiri und Río Aten                           | Río Beni                    | La Paz                               | Bolivien           | 140        |
| –                                                            | –                                                            | –                                                                                   | Río Coroico                                                                         | Río Coroico                                                                         | Río Coroico                                                                         | Río Coroico                                                                         | Río Kaka                    | La Paz                               | Bolivien           | 115        |
| –                                                            | –                                                            | Río Boopi ab dem Zusammenfluss von Río de la Paz und Río Tamampaya                  | Río Boopi ab dem Zusammenfluss von Río de la Paz und Río Tamampaya                  | Río Boopi ab dem Zusammenfluss von Río de la Paz und Río Tamampaya                  | Río Boopi ab dem Zusammenfluss von Río de la Paz und Río Tamampaya                  | Río Boopi ab dem Zusammenfluss von Río de la Paz und Río Tamampaya                  | Río Beni                    | La Paz                               | Bolivien           | 108        |
| –                                                            | –                                                            | –                                                                                   | Río de la Paz                                                                       | Río de la Paz                                                                       | Río de la Paz                                                                       | Río de la Paz                                                                       | Río Boopi                   | La Paz                               | Bolivien           | 181        |
| –                                                            | –                                                            | –                                                                                   | Río Tamampaya ab dem Zusammenfluss von Río Unduavi und Río Taquesi                  | Río Tamampaya ab dem Zusammenfluss von Río Unduavi und Río Taquesi                  | Río Tamampaya ab dem Zusammenfluss von Río Unduavi und Río Taquesi                  | Río Tamampaya ab dem Zusammenfluss von Río Unduavi und Río Taquesi                  | Río Boopi                   | La Paz                               | Bolivien           | 57         |
| –                                                            | –                                                            | –                                                                                   | –                                                                                   | Río Unduavi                                                                         | Río Unduavi                                                                         | Río Unduavi                                                                         | Río Tamampaya               | La Paz                               | Bolivien           | 68         |
| –                                                            | –                                                            | –                                                                                   | –                                                                                   | Río Taquesi                                                                         | Río Taquesi                                                                         | Río Taquesi                                                                         | Río Tamampaya               | La Paz                               | Bolivien           | -          |
| –                                                            | Río Mamoré                                                   | Río Mamoré                                                                          | Río Mamoré                                                                          | Río Mamoré                                                                          | Río Mamoré                                                                          | Río Mamoré                                                                          | Rio Madeira                 | Beni – Cochabamba – Santa Cruz       | Bolivien Brasilien | 1.170      |
| –                                                            | –                                                            | Río Yata                                                                            | Río Yata                                                                            | Río Yata                                                                            | Río Yata                                                                            | Río Yata                                                                            | Río Mamoré (links)          | Beni                                 | Bolivien           | 1.006      |
| –                                                            | –                                                            | –                                                                                   | Río Benicito                                                                        | Río Benicito                                                                        | Río Benicito                                                                        | Río Benicito                                                                        | Río Yata (links)            | Beni                                 | Bolivien           | -          |
| –                                                            | –                                                            | Río Iténez/Guaporé                                                                  | Río Iténez/Guaporé                                                                  | Río Iténez/Guaporé                                                                  | Río Iténez/Guaporé                                                                  | Río Iténez/Guaporé                                                                  | Río Mamoré (rechts)         |                                      | Brasilien Bolivien | 970        |
| –                                                            | –                                                            | –                                                                                   | Río Itonomas                                                                        | Río Itonomas                                                                        | Río Itonomas                                                                        | Río Itonomas                                                                        | Río Iténez                  | Santa Cruz – Beni                    | Bolivien           | 1.493      |
| –                                                            | –                                                            | –                                                                                   | Río Blanco                                                                          | Río Blanco                                                                          | Río Blanco                                                                          | Río Blanco                                                                          | Río Iténez                  | Santa Cruz – Beni                    | Bolivien           | 1.087      |
| –                                                            | –                                                            | –                                                                                   | –                                                                                   | Río San Martín                                                                      | Río San Martín                                                                      | Río San Martín                                                                      | Río Blanco                  | Santa Cruz – Beni                    | Bolivien           | 710        |
| –                                                            | –                                                            | –                                                                                   | –                                                                                   | Río Negro (Santa Cruz)                                                              | Río Negro (Santa Cruz)                                                              | Río Negro (Santa Cruz)                                                              | Río Blanco                  | Santa Cruz – Beni                    | Bolivien           | 460        |
| –                                                            | –                                                            | –                                                                                   | Río Paragúa                                                                         | Río Paragúa                                                                         | Río Paragúa                                                                         | Río Paragúa                                                                         | Río Iténez                  | Santa Cruz – Beni                    | Bolivien           | 600        |
| –                                                            | –                                                            | –                                                                                   | –                                                                                   | Río Tarvo                                                                           | Río Tarvo                                                                           | Río Tarvo                                                                           | Río Paragúa                 | Santa Cruz                           | Bolivien           | -          |
| –                                                            | –                                                            | –                                                                                   | Río Paucerna                                                                        | Río Paucerna                                                                        | Río Paucerna                                                                        | Río Paucerna                                                                        | Río Iténez                  | Santa Cruz                           | Bolivien           | -          |
| –                                                            | –                                                            | Río Matucaré                                                                        | Río Matucaré                                                                        | Río Matucaré                                                                        | Río Matucaré                                                                        | Río Matucaré                                                                        | Río Mamoré (r)              | Beni                                 | Bolivien           | 200        |
| –                                                            | –                                                            | Río Yacuma                                                                          | Río Yacuma                                                                          | Río Yacuma                                                                          | Río Yacuma                                                                          | Río Yacuma                                                                          | Río Mamoré (l)              | Beni                                 | Bolivien           | 570        |
| –                                                            | –                                                            | –                                                                                   | Río Rapulo                                                                          | Río Rapulo                                                                          | Río Rapulo                                                                          | Río Rapulo                                                                          | Río Yacuma                  | Beni                                 | Bolivien           | -          |
| –                                                            | –                                                            | Río Apere                                                                           | Río Apere                                                                           | Río Apere                                                                           | Río Apere                                                                           | Río Apere                                                                           | Río Mamoré (l)              | Beni                                 | Bolivien           | 369        |
| –                                                            | –                                                            | –                                                                                   | Río Matos                                                                           | Río Matos                                                                           | Río Matos                                                                           | Río Matos                                                                           | Río Apere (l)               | Beni                                 | Bolivien           | -          |
| –                                                            | –                                                            | –                                                                                   | Río Curico                                                                          | Río Curico                                                                          | Río Curico                                                                          | Río Curico                                                                          | Río Apere (r)               | Beni                                 | Bolivien           | -          |
| –                                                            | –                                                            | Río Iparupuno                                                                       | Río Iparupuno                                                                       | Río Iparupuno                                                                       | Río Iparupuno                                                                       | Río Iparupuno                                                                       | Río Mamoré (r)              | Beni                                 | Bolivien           |            |
| –                                                            | –                                                            | Río Maripiquiri                                                                     | Río Maripiquiri                                                                     | Río Maripiquiri                                                                     | Río Maripiquiri                                                                     | Río Maripiquiri                                                                     | Río Mamoré (r)              | Beni                                 | Bolivien           |            |
| –                                                            | –                                                            | Río Ibare                                                                           | Río Ibare                                                                           | Río Ibare                                                                           | Río Ibare                                                                           | Río Ibare                                                                           | Río Mamoré (r)              | Santa Cruz – Beni                    | Bolivien           | 592        |
| –                                                            | –                                                            | Río Isiboro                                                                         | Río Isiboro                                                                         | Río Isiboro                                                                         | Río Isiboro                                                                         | Río Isiboro                                                                         | Río Mamoré (l)              | Cochabamba – Beni                    | Bolivien           | 505        |
| –                                                            | –                                                            | –                                                                                   | Río Secure                                                                          | Río Secure                                                                          | Río Secure                                                                          | Río Secure                                                                          | Río Isiboro (l)             | Beni                                 | Bolivien           | 497        |
| –                                                            | –                                                            | –                                                                                   | –                                                                                   | Río Turbio                                                                          | Río Turbio                                                                          | Río Turbio                                                                          | Río Secure (l)              | Beni                                 | Bolivien           | 21         |
| –                                                            | –                                                            | Río Grande ab dem Zusammenfluss von Río Caine und Río San Pedro                     | Río Grande ab dem Zusammenfluss von Río Caine und Río San Pedro                     | Río Grande ab dem Zusammenfluss von Río Caine und Río San Pedro                     | Río Grande ab dem Zusammenfluss von Río Caine und Río San Pedro                     | Río Grande ab dem Zusammenfluss von Río Caine und Río San Pedro                     | Río Mamoré (r)              | Cochabamba – Chuquisaca – Santa Cruz | Bolivien           | 1.161      |
| –                                                            | –                                                            | –                                                                                   | Río Yapacaní ab dem Zusammenfluss von Río Surutú und Río Alturas del Yapacaní       | Río Yapacaní ab dem Zusammenfluss von Río Surutú und Río Alturas del Yapacaní       | Río Yapacaní ab dem Zusammenfluss von Río Surutú und Río Alturas del Yapacaní       | Río Yapacaní ab dem Zusammenfluss von Río Surutú und Río Alturas del Yapacaní       | Río Grande                  | Santa Cruz                           | Bolivien           | 335        |
| –                                                            | –                                                            | –                                                                                   | –                                                                                   | Río Surutú                                                                          | Río Surutú                                                                          | Río Surutú                                                                          | Río Yapacaní                | Santa Cruz                           | Bolivien           | 125        |
| –                                                            | –                                                            | –                                                                                   | –                                                                                   | Río Piraí                                                                           | Río Piraí                                                                           | Río Piraí                                                                           | Río Yapacaní                | Santa Cruz                           | Bolivien           | 457        |
| –                                                            | –                                                            | –                                                                                   | –                                                                                   | –                                                                                   | Río Guendá                                                                          | Río Guendá                                                                          | Río Piraí                   | Santa Cruz                           | Bolivien           | 99         |
| –                                                            | –                                                            | –                                                                                   | Río Chico ab dem Zusammenfluss von Río Palca und Río Portillo                       | Río Chico ab dem Zusammenfluss von Río Palca und Río Portillo                       | Río Chico ab dem Zusammenfluss von Río Palca und Río Portillo                       | Río Chico ab dem Zusammenfluss von Río Palca und Río Portillo                       | Río Grande                  | Chuquisaca                           | Bolivien           | 93         |
| –                                                            | –                                                            | –                                                                                   | Río Zudáñez                                                                         | Río Zudáñez                                                                         | Río Zudáñez                                                                         | Río Zudáñez                                                                         | Río Grande                  | Chuquisaca                           | Bolivien           | 123        |
| –                                                            | –                                                            | –                                                                                   | Río Novillero                                                                       | Río Novillero                                                                       | Río Novillero                                                                       | Río Novillero                                                                       | Río Grande                  | Cochabamba                           | Bolivien           | 63         |
| –                                                            | –                                                            | –                                                                                   | Río Caine ab dem Zusammenfluss von Río Rocha und Río Arque                          | Río Caine ab dem Zusammenfluss von Río Rocha und Río Arque                          | Río Caine ab dem Zusammenfluss von Río Rocha und Río Arque                          | Río Caine ab dem Zusammenfluss von Río Rocha und Río Arque                          | Río Grande                  | Cochabamba – Potosí                  | Bolivien           | 154        |
| –                                                            | –                                                            | –                                                                                   | –                                                                                   | Río Rocha                                                                           | Río Rocha                                                                           | Río Rocha                                                                           | Río Caine                   | Cochabamba                           | Bolivien           | 115        |
| –                                                            | –                                                            | –                                                                                   | –                                                                                   | Río San Pedro                                                                       | Río San Pedro                                                                       | Río San Pedro                                                                       | Río Grande                  | Chuquisaca – Potosí                  | Bolivien           | 92         |
| –                                                            | –                                                            | –                                                                                   | –                                                                                   | –                                                                                   | Río Chayanta                                                                        | Río Chayanta                                                                        | Río San Pedro               | Potosí                               | Bolivien           | 194        |
| –                                                            | –                                                            | Río Chapare ab dem Zusammenfluss von Río Espíritu Santo und Río San Mateo (Chapare) | Río Chapare ab dem Zusammenfluss von Río Espíritu Santo und Río San Mateo (Chapare) | Río Chapare ab dem Zusammenfluss von Río Espíritu Santo und Río San Mateo (Chapare) | Río Chapare ab dem Zusammenfluss von Río Espíritu Santo und Río San Mateo (Chapare) | Río Chapare ab dem Zusammenfluss von Río Espíritu Santo und Río San Mateo (Chapare) | Río Mamoré (l)              | Santa Cruz                           | Bolivien           | 279        |
| –                                                            | –                                                            | –                                                                                   | Río Espíritu Santo                                                                  | Río Espíritu Santo                                                                  | Río Espíritu Santo                                                                  | Río Espíritu Santo                                                                  | Río Chapare (l)             | Cochabamba                           | Bolivien           | 66         |
| –                                                            | –                                                            | –                                                                                   | Río San Mateo (Chapare)                                                             | Río San Mateo (Chapare)                                                             | Río San Mateo (Chapare)                                                             | Río San Mateo (Chapare)                                                             | Río Chapare (r)             | Cochabamba                           | Bolivien           | 66         |
| –                                                            | –                                                            | –                                                                                   | –                                                                                   | Río Ivirizu ab dem Zusammenfluss von Río Fuerte und Río Lopez Mendoza               | Río Ivirizu ab dem Zusammenfluss von Río Fuerte und Río Lopez Mendoza               | Río Ivirizu ab dem Zusammenfluss von Río Fuerte und Río Lopez Mendoza               | Río San Mateo (Chapare) (r) | Cochabamba                           | Bolivien           | 87         |
| –                                                            | –                                                            | Río Ichilo ab dem Zusammenfluss von Río Alto Ichilo und Río San Matéo               | Río Ichilo ab dem Zusammenfluss von Río Alto Ichilo und Río San Matéo               | Río Ichilo ab dem Zusammenfluss von Río Alto Ichilo und Río San Matéo               | Río Ichilo ab dem Zusammenfluss von Río Alto Ichilo und Río San Matéo               | Río Ichilo ab dem Zusammenfluss von Río Alto Ichilo und Río San Matéo               | Río Mamoré (r)              | Santa Cruz                           | Bolivien           | 632        |
| –                                                            | –                                                            | –                                                                                   | Río Chimoré                                                                         | Río Chimoré                                                                         | Río Chimoré                                                                         | Río Chimoré                                                                         | Río Ichilo (l)              | Cochabamba                           | Bolivien           | 198        |
| –                                                            | –                                                            | –                                                                                   | –                                                                                   | Río Osos                                                                            | Río Osos                                                                            | Río Osos                                                                            | Río Chimoré (r)             | Cochabamba                           | Bolivien           | 50         |
| –                                                            | –                                                            | –                                                                                   | Río Ivirgarzama                                                                     | Río Ivirgarzama                                                                     | Río Ivirgarzama                                                                     | Río Ivirgarzama                                                                     | Río Ichilo (l)              | Cochabamba                           | Bolivien           | 102        |
| –                                                            | –                                                            | –                                                                                   | Río Sajta ab dem Zusammenfluss von Río Cristal und Río San Matéo                    | Río Sajta ab dem Zusammenfluss von Río Cristal und Río San Matéo                    | Río Sajta ab dem Zusammenfluss von Río Cristal und Río San Matéo                    | Río Sajta ab dem Zusammenfluss von Río Cristal und Río San Matéo                    | Río Ichilo (l)              | Cochabamba                           | Bolivien           | 140        |

### Flusssystem Altiplano
| Name             |                  |                  |                  |                  |                  |                  | Mündung in               | Departamento   | Land     | Länge (km) |
| ---------------- | ---------------- | ---------------- | ---------------- | ---------------- | ---------------- | ---------------- | ------------------------ | -------------- | -------- | ---------- |
| Salar de Coipasa | Salar de Coipasa | Salar de Coipasa | Salar de Coipasa | Salar de Coipasa | Salar de Coipasa | Salar de Coipasa | –                        | –              | –        |            |
| –                | Río Sabaya       | Río Sabaya       | Río Sabaya       | Río Sabaya       | Río Sabaya       | Río Sabaya       | Salar de Coipasa         | Oruro          | Bolivien | 125 km     |
| –                | Río Lauca        | Río Lauca        | Río Lauca        | Río Lauca        | Río Lauca        | Río Lauca        | Salar de Coipasa         | Oruro          | Bolivien | 225        |
| –                | –                | Río Turco        | Río Turco        | Río Turco        | Río Turco        | Río Turco        | Río Lauca (links)        | Oruro          | Bolivien | 93         |
| –                | –                | –                | Río Pumiri       | Río Pumiri       | Río Pumiri       | Río Pumiri       | Río Turco (rechts)       | Oruro          | Bolivien | 35         |
| –                | –                | Río Sajama       | Río Sajama       | Río Sajama       | Río Sajama       | Río Sajama       | Río Lauca (rechts)       | Oruro          | Bolivien | 87         |
| –                | Río Laca Jahuira | Río Laca Jahuira | Río Laca Jahuira | Río Laca Jahuira | Río Laca Jahuira | Río Laca Jahuira | Salar de Coipasa         | Oruro          | Bolivien | 135        |
| –                | –                | Poopó-See        | Poopó-See        | Poopó-See        | Poopó-See        | Poopó-See        | --                       | Oruro          | Bolivien | -          |
| –                | –                | –                | Río Márquez      | Río Márquez      | Río Márquez      | Río Márquez      | Poopó-See                | Potosí – Oruro | Bolivien | 150        |
| –                | –                | –                | –                | Río Mulato       | Río Mulato       | Río Mulato       | Río Márquez (links)      | Potosí – Oruro | Bolivien | 43         |
| –                | –                | –                | Río Desaguadero  | Río Desaguadero  | Río Desaguadero  | Río Desaguadero  | Poopó-See                | La Paz – Oruro | Bolivien | 436        |
| –                | –                | –                | –                | Río Mauri        | Río Mauri        | Río Mauri        | Río Desaguadero (rechts) | La Paz         | Bolivien | 134        |
| –                | –                | –                | –                | Titicacasee      | Titicacasee      | Titicacasee      | Río Desaguadero          | La Paz         | Bolivien | -          |
| –                | –                | –                | –                | –                | Río Suches       | Río Suches       | Titicacasee              | La Paz         | Bolivien | 174        |

### Flusssystem Pilcomayo
| Name          |                 |                 |                      |                             |                             |                             | Mündung in           | Departamento       | Land     | Länge (km) |
| ------------- | --------------- | --------------- | -------------------- | --------------------------- | --------------------------- | --------------------------- | -------------------- | ------------------ | -------- | ---------- |
| Río Pilcomayo | Río Pilcomayo   | Río Pilcomayo   | Río Pilcomayo        | Río Pilcomayo               | Río Pilcomayo               | Río Pilcomayo               | Río Paraguay         | Tarija             | Bolivien | 836        |
| –             | Río Horcani     | Río Horcani     | Río Horcani          | Río Horcani                 | Río Horcani                 | Río Horcani                 | Río Pilcomayo        |                    | Bolivien |            |
| –             | Río Santa Elena | Río Santa Elena | Río Santa Elena      | Río Santa Elena             | Río Santa Elena             | Río Santa Elena             | Río Pilcomayo        | Chuquisaca         | Bolivien | 39         |
| –             | Río Huancarani  | Río Huancarani  | Río Huancarani       | Río Huancarani              | Río Huancarani              | Río Huancarani              | Río Pilcomayo        |                    | Bolivien |            |
| –             | Río San Antonio | Río San Antonio | Río San Antonio      | Río San Antonio             | Río San Antonio             | Río San Antonio             | Río Pilcomayo        |                    | Bolivien |            |
| –             | Río Pilaya      | Río Pilaya      | Río Pilaya           | Río Pilaya                  | Río Pilaya                  | Río Pilaya                  | Río Pilcomayo        | Chuquisaca, Tarija | Bolivien | 125        |
| –             | –               | Río Camblaya    | Río Camblaya         | Río Camblaya                | Río Camblaya                | Río Camblaya                | Río Pilaya           | Chuquisaca, Tarija | Bolivien | 108        |
| –             | –               | –               | Río Tumusla          | Río Tumusla                 | Río Tumusla                 | Río Tumusla                 | Río Camblaya         | Potosí, Chuquisaca | Bolivien | 303        |
| –             | –               | –               | Río San Juan del Oro | Río San Juan del Oro        | Río San Juan del Oro        | Río San Juan del Oro        | Río Camblaya         | Tarija             | Bolivien | 342        |
| –             | –               | –               | –                    | Río Tomayapo                | Río Tomayapo                | Río Tomayapo                | Río San Juan del Oro | Tarija             | Bolivien | 110        |
| –             | –               | –               | –                    | Río Guadalupe (San Antonio) | Río Guadalupe (San Antonio) | Río Guadalupe (San Antonio) | Río San Juan del Oro | Potosí             | Bolivien | 69         |
| –             | –               | –               | –                    | Río Tupiza                  | Río Tupiza                  | Río Tupiza                  | Río San Juan del Oro | Potosí             | Bolivien | 45         |

## Flüsse
| Rang | Name                                         | Länge in km | Einzugsgebiet in km² | Mündung                    |
| ---- | -------------------------------------------- | ----------- | -------------------- | -------------------------- |
| 1    | Río Itonomas                                 | 1.493       | -                    | Río Iténez                 |
| 2    | Río Grande (Guapay)                          | 1.438       | 101.902              | Río Mamoré                 |
| 3    | Río Mamoré                                   | 1.170       | 241.660              | Rio Madeira                |
| 4    | Río Beni                                     | 1.178       | 133.010              | Rio Madeira                |
| 5    | Río Blanco                                   | 1.087       | -                    | Río Iténez                 |
| 6    | Río Yata                                     | 1.006       | -                    | Río Mamoré                 |
| 7    | Río Iténez (Guaporé)                         | 970         | 186.460              | Río Mamoré                 |
| 8    | Río Tahuamanu/Río Orthon                     | 860         | -                    | Río Beni                   |
| 9    | Río Pilcomayo                                | 836         | 96.267               | Río Paraguay               |
| 10   | Río San Martín                               | 710         | -                    | Río Blanco                 |
| 12   | Río Madidi                                   | 636         | -                    | Río Beni                   |
| 11   | Río Paragúa                                  | 600         | 35.000               | Río Iténez                 |
| 13   | Río Ibare                                    | 592         | -                    | Río Mamoré                 |
| 14   | Río Yacuma                                   | 570         | -                    | Río Mamoré                 |
| 15   | Río San Juan del Oro/Río Camblaya/Río Pilaya | 565         | -                    | Río Pilcomayo              |
| 16   | Río Madre de Dios                            | 510         | 52.795               | Río Beni                   |
| 17   | Río Isiboro                                  | 505         | -                    | Río Mamoré                 |
| 18   | Río Parapetí                                 | 500         | 48.317               | Bañados de Izozog          |
| 19   | Río Secure                                   | 497         | -                    | Río Isiboro                |
| 20   | Río Negro                                    | 460         | -                    | Río Blanco                 |
| 21   | Río Manupare                                 | 460         | -                    | Río Madre de Dios          |
| 22   | Río Piraí                                    | 457         | 15.249               | Río Yapacaní               |
| 23   | Río Tahuamanu                                | 450         |                      | Río Orthon                 |
| 24   | Río Desaguadero                              | 436         | 35.000               | Poopó-See                  |
| 25   | Río Manuripi                                 | 433         |                      | Río Orthon                 |
| 26   | Río Orthon (Datimanu)                        | 410         | 22.640               | Río Beni                   |
| 27   | Río Negro                                    | 400         | -                    | Río Paraguay               |
| 28   | Río Negro (Abuná)                            | 381         | -                    | Río Abuná                  |
| 29   | Río Abuná                                    | 375         | 25.870               | Rio Madeira                |
| 30   | Río Ichilo                                   | 370         | -                    | Río Mamorecillo            |
| 31   | Río Apere                                    | 369         | -                    | Río Mamoré                 |
| 32   | Río San Juan del Oro                         | 342         | -                    | Río Camblaya               |
| 33   | Río Yapacaní                                 | 335         | -                    | Río Grande                 |
| 34   | Río Maniqui                                  | 317         | -                    | Río Rapulo                 |
| 35   | Río Tumusla                                  | 303         | -                    | Río Camblaya               |
| 36   | Río Mizque                                   | 291         | -                    | Río Grande                 |
| 37   | Río de la Paz inkl. Río Boopi                | 289         | -                    | Río Beni                   |
| 38   | Río Chapare                                  | 279         | -                    | Río Mamorecillo            |
| 39   | Río Mamorecillo                              | 260         | -                    | Río Mamoré                 |
| 40   | Río Quiquibey                                | 257         | -                    | Río Beni                   |
| 41   | Río Lauca                                    | 225         | -                    | Salar de Coipasa           |
| 42   | Río Heath                                    | 217         | 19.516               | Río Madre de Dios          |
| 43   | Río Bermejo                                  | 207         | 11.896               | Río Paraguay               |
| 44   | Río Matucaré                                 | 200         | -                    | Río Mamoré                 |
| 45   | Río Chimoré                                  | 198         | -                    | Río Mamorecillo            |
| 46   | Río Chayanta                                 | 194         | -                    | Río San Pedro              |
| 47   | Río Tarija                                   | 184         | -                    | Río Grande de Tarija       |
| 48   | Río Quetena                                  | 182         | -                    | Río Grande de Lípez        |
| 49   | Río de la Paz                                | 181         | -                    | Río Boopi                  |
| 50   | Río Acre                                     | 180         | 3.722                | Río Purús                  |
| 51   | Río Alto Beni                                | 178         | -                    | Río Beni                   |
| 52   | Río Santa Elena (Cochabamba)                 | 177         | -                    | Río Alto Beni              |
| 53   | Río Suches                                   | 174         | -                    | Titicacasee                |
| 54   | Río Itaú                                     | 162         | -                    | Río Grande de Tarija       |
| 55   | Caine                                        | 154         | -                    | Río Grande                 |
| 56   | Río Paucerna                                 | 155         | -                    | Río Iténez                 |
| 57   | Río Grande de Lípez                          | 153         | -                    | Salar de Uyuni             |
| 58   | Río Márquez                                  | 150         | -                    | Poopó-See                  |
| 59   | Río Chipiriri                                | 150         | -                    | Río Isiboro                |
| 60   | Río Altamachi                                | 149         | -                    | Río Santa Elena            |
| 61   | Río Kaka                                     | 140         | -                    | Río Beni                   |
| 62   | Río Sajta                                    | 140         | -                    | Río Ichilo                 |
| 63   | Río Laca Jahuira                             | 135         | -                    | Salar de Coipasa           |
| 64   | Río Cotacajes                                | 125         | -                    | Río Alto Beni              |
| 65   | Río Pilaya                                   | 125         | -                    | Río Pilcomayo              |
| 66   | Río Surutú                                   | 125         | -                    | Río Yapacaní               |
| 67   | Río Tambopata                                | 124         | -                    | Río Madre de Dios          |
| 68   | Río Mauri                                    | 124         | 7.563                | Río Desaguadero            |
| 69   | Río Zudáñez                                  | 123         | -                    | Río Grande                 |
| 70   | Río Sabaya                                   | 115         | -                    | Salar de Coipasa           |
| 71   | Río Coroico                                  | 115         | -                    | Río Kaka                   |
| 72   | Río Rocha                                    | 115         | -                    | Río Caine                  |
| 73   | Río San Mateo (Ichilo)                       | 110         | -                    | Río Alto Ichilo            |
| 74   | Río Tomayapo                                 | 110         | -                    | Río San Juan del Oro       |
| 75   | Río Camblaya                                 | 108         | -                    | Río Pilaya                 |
| 76   | Río Boopi                                    | 108         | -                    | Río Beni                   |
| 77   | Río Chané                                    | 108         | -                    | Río Piraí                  |
| 78   | Río San Pablo de Lípez                       | 107         | -                    | Río Grande de Lípez        |
| 79   | Río Ivirgarzama                              | 102         | -                    | Río Ichilo                 |
| 80   | Río San Pedro                                | 100         | -                    | Río Grande                 |
| 81   | Río Guendá                                   | 99          | -                    | Río Piraí                  |
| 82   | Rio Madeira                                  | 95          | -                    | Amazonas                   |
| 83   | Río Vitichi                                  | 95          | -                    | Río Tumusla                |
| 84   | Río Turco                                    | 93          | -                    | Río Lauca                  |
| 85   | Río Chico                                    | 93          | -                    | Río Grande                 |
| 86   | Río Arque                                    | 88          | 2.224                | Río Caine                  |
| 87   | Río Sajama                                   | 87          | -                    | Río Lauca                  |
| 88   | Río Ivirizu                                  | 87          | -                    | Río San Mateo (Chapare)    |
| 89   | Río Grande de Tarija                         | 86          | -                    | Río Bermejo                |
| 90   | Río Cotagaita                                | 86          | -                    | Río Tumusla                |
| 100  | Río Sajama                                   | 84          | -                    | Río Lauca                  |
| 101  | Río Seco Florida                             | 82          | -                    | Río Grande                 |
| 102  | Río Macharetí                                | 80          | -                    | (Río Pilcomayo)            |
| 103  | Río Quizer                                   | 80          | -                    | Río Itonomas               |
| 104  | Río Negro (Cochabamba)                       | 79          | -                    | Río Cotacajes              |
| 105  | Río Camacho                                  | 72          | -                    | Río Tarija                 |
| 106  | Río Guadalupe (San Antonio)                  | 69          | -                    | Río San Juan del Oro       |
| 107  | Río Unduavi                                  | 68          | -                    | Río Tamampaya              |
| 108  | Río Espíritu Santo                           | 66          | -                    | Río Chapare                |
| 109  | Río San Mateo (Chapare)                      | 66          | -                    | Río Chapare                |
| 110  | Río Novillero                                | 63          | -                    | Río Grande                 |
| 111  | Río Moyja                                    | 62          | -                    | Río Alto Ichilo            |
| 112  | Río Moyle                                    | 60          | -                    | Río Ichilo                 |
| 113  | Río Cañón Verde                              | 57          | -                    | Río Parapetí               |
|      | Río Paraguay                                 | 56          | 118.031              | Río Paraná                 |
| 114  | Río Alto Ichilo                              | 51          | -                    | Río Ichilo                 |
| 115  | Río Yariapo                                  | 50          | -                    | Río Tuichi                 |
| 116  | Río Laja                                     | 50          | -                    | Río Bermejo                |
| 117  | Río Misicuni                                 | 48          | -                    | Río Altamachi              |
| 118  | Río Mulato                                   | 43          | -                    | Río Márquez                |
| 119  | Río Salado                                   | 41          | -                    | Río Grande de Lípez        |
| 120  | Río Piojeras                                 | 40          | -                    | Río Piraí                  |
| 121  | Río Ayopaya                                  | 40          | -                    | Río Sacambaya              |
| 122  | Río Santa Elena                              | 39          | -                    | Río Pilcomayo              |
| 123  | Río Sacambaya                                | 37          | -                    | Río Cotacajes              |
| 124  | Río Pando                                    | 35          | -                    | Laguna La Gaiba            |
| 125  | Río Pumiri                                   | 35          | -                    | Río Turco                  |
| 126  | Río Leque                                    | 35          | -                    | Río Ayopaya                |
| 127  | Río Totorani                                 | 30          | -                    | Río Altamachi              |
| 128  | Río Pimiento                                 | 28          | -                    | Pantanal                   |
| 129  | Río Tallija                                  | 27          | -                    | Río Leque                  |
| 130  | Río Guadalupe (San Pablo)                    | 22          | -                    | Río Grande de Lípez        |
| 131  | Río Turbio                                   | 21          | -                    | Río Secure                 |
| 132  | Río Silala                                   | 4           | 40                   | Río San Pedro de Inacaliri |